# Johann Baisamy
Johann Baisamy (* 18. Mai 1989 in Évian-les-Bains) ist ein ehemaliger französischer Snowboarder. Er startete in den Freestyledisziplinen.

## Werdegang
Baisamy trat international erstmals beim Europäischen Olympischen Winter-Jugendfestival 2005 in Monthey in Erscheinung. Dort kam er auf den 15. Platz in der Halfpipe und auf den neunten Rang im Snowboardcross. Bei den folgenden Juniorenweltmeisterschaften 2005 in Zermatt errang er den 48. Platz in der Halfpipe. Sein Debüt im Snowboard-Weltcup gab er im Oktober 2005 in Saas-Fee, wobei er auf den 61. Platz in der Halfpipe kam. In den folgenden Jahren belegte er bei den Juniorenweltmeisterschaften 2007 in Bad Gastein den 45. Platz im Big Air sowie den neunten Rang im Snowboardcross, bei den Juniorenweltmeisterschaften 2008 in Chiesa in Valmalenco den 47. Platz im Big Air, den 14. Rang in der Halfpipe sowie den sechsten Platz im Snowboardcross und bei den Juniorenweltmeisterschaften 2009 in Nagano den 18. Platz in der Halfpipe sowie den 11. Rang im Snowboardcross. Zudem erreichte er mit Platz sechs in der Halfpipe im Februar 2009 im Stoneham seine erste Top-Zehn-Platzierung im Weltcup. Nach Platz neun beim Weltcup in Saas-Fee und Rang 15 bei den Snowboard-Weltmeisterschaften 2011 in La Molina in der Halfpipe zu Beginn der Saison 2010/11, erreichte er mit Platz zwei in der Halfpipe in Bardonecchia seine erste Podestplatzierung im Weltcup. Zum Saisonende wurde er französischer Meister in der Halfpipe und errang den 17. Platz im Freestyle-Weltcup sowie den siebten Platz im Halfpipe-Weltcup. Bei den Snowboard-Weltmeisterschaften 2013 im Stoneham kam er auf den 21. Platz in der Halfpipe. In der Saison 2013/14 siegte er erneut bei den französischen Meisterschaften in der Halfpipe und wurde mit zwei Top-Zehn-Platzierungen, darunter Platz zwei in Ruka Fünfter im Freestyle-Weltcup sowie Zweiter im Halfpipe-Weltcup. Beim Saisonhöhepunkt, den Olympischen Winterspielen 2014 in Sotschi, errang er den 16. Platz in der Halfpipe. Auch in der folgenden Saison triumphierte er bei den französischen Meisterschaften in der Halfpipe und belegte bei den Snowboard-Weltmeisterschaften 2015 am Kreischberg den 22. Platz in der Halfpipe. Seinen 40. und damit letzten Weltcup absolvierte er im Februar 2016 in Sapporo, welchen er auf dem 14. Platz in der Halfpipe beendete.

## Teilnahmen an Weltmeisterschaften und Olympischen Winterspielen

### Olympische Winterspiele
- 2014 Sotschi: 16. Platz Halfpipe

### Snowboard-Weltmeisterschaften
- 2011 La Molina: 15. Platz Halfpipe
- 2013 Stoneham: 21. Platz Halfpipe
- 2015 Kreischberg: 22. Platz Halfpipe

## Weltcup-Gesamtplatzierungen
| Saison  | Gesamt/Freestyle | Gesamt/Freestyle | Halfpipe | Halfpipe |
| Saison  | Punkte           | Platz            | Punkte   | Platz    |
| ------- | ---------------- | ---------------- | -------- | -------- |
| 2005/06 | 12               | 351.             | 12       | 123.     |
| 2006/07 | 50               | 243.             | 50       | 77.      |
| 2007/08 | 256              | 184.             | 241      | 54.      |
| 2008/09 | 952              | 87.              | 900      | 29.      |
| 2009/10 | 776              | 97.              | 776      | 30.      |
| 2010/11 | 1220             | 17.              | 1220     | 7.       |
| 2011/12 | 144              | 87.              | 144      | 48.      |
| 2012/13 | 470              | 51.              | 470      | 30.      |
| 2013/14 | 1362             | 5.               | 1362     | 2.       |
| 2014/15 | 180              | 74.              | 180      | 24.      |
| 2015/16 | 700              | 37.              | 700      | 15.      |